# Algún rayo
Algún rayo es el octavo álbum de estudio realizado por la banda de hard rock La Renga. Fue presentado el sábado 18 de diciembre de 2010, en el Parque Alem, en la ciudad de Rosario.
El disco fue presentado en la Gira Algún rayo, donde la banda recorrió gran parte de Argentina. También se presentó en Uruguay y en Chile en dos ocasiones.
La particularidad del CD fue que con su compra podía conseguirse una entrada para cualquiera de los recitales de la Gira Algún Rayo.
A partir del 19 de abril de 2012, Algún rayo es sacado a la venta en todas las disquerías del país sin entrada incluida (ya que la gira musical estaba terminada).
El álbum tiene un concepto muy apocalíptico y fin de la esfera galáxica (esto se ve en el arte y las letras del disco) y las canciones van en torno a un estilo stoner rock, donde se mezcla la música pesada con pasajes psicódelicos, más sumado el contenido de las letras con su concepto anteriormente nombrado.

## Lista de canciones
- Todos las canciones fueron compuestas por Gustavo F. Napoli.

| N.º | Título                       | Duración |  |
| 1.  | «Canibalismo galáctico»      | 3:53     |  |
| 2.  | «Destino ciudad futura»      | 3:19     |  |
| 3.  | «La furia de la bestia rock» | 4:03     |  |
| 4.  | «Poder»                      | 3:33     |  |
| 5.  | «Algún rayo»                 | 3:34     |  |
| 6.  | «Cristal de zirconio»        | 5:07     |  |
| 7.  | «Dioses de terciopelo»       | 4:40     |  |
| 8.  | «Inventa un mañana»          | 4:23     |  |
| 9.  | «Disfrazado de amigo»        | 3:28     |  |
| 10. | «Lunáticos»                  | 2:59     |  |
| 11. | «Desoriente blues»           | 4:04     |  |
| 12. | «Caricias de asfalto»        | 3:47     |  |

## Músicos
'La Renga'
- Chizzo: Voz y Guitarra
- Tete: Bajo
- Tanque: Batería
- Manu: Saxofón

'Invitados'
- Nacho Smilari: Guitarra (en "Poder")

## Gira
Es la décima gira realizada por La Renga. Comenzó el 18 de diciembre de 2010 y terminó el 7 de diciembre de 2013. Esta gira se destaca por el show que la banda dio el 30 de abril de 2011 en La Plata, en el cual un inadaptado encendió una bengala e hirió de muerte a un hombre de 32 años, de nombre Miguel Ramírez. Debido a eso, la banda decidió suspender su gira y reprogramarla para el 15 de octubre de 2011. La gira terminó el 7 de diciembre de 2013, ya que luego se metieron en los estudios para grabar su próximo disco, de nombre Pesados Vestigios.